# Malacoraja
A Malacoraja a porcos halak (Chondrichthyes) osztályának rájaalakúak (Rajiformes) rendjébe, ezen belül a valódi rájafélék (Rajidae) családjába tartozó nem.

## Tudnivalók
A Malacoraja-fajok előfordulási területe az Atlanti-óceán északi felén, valamint délebben a partjai mentén van. Ezek a porcos halak fajtól függően 61–70 centiméter közöttiek.

## Rendszerezés
A nembe az alábbi 4 élő faj tartozik:
- Malacoraja kreffti (Stehmann, 1978)
- Malacoraja obscura Carvalho, Gomes & Gadig, 2005
- sima rája (Malacoraja senta) (Garman, 1885)
- Malacoraja spinacidermis (Barnard, 1923)